# Толыбай (Актюбинская область)
Толыбай (каз. Толыбай) — село в Айтекебийском районе Актюбинской области Казахстана. Входит в состав Актастынского сельского округа. Код КАТО — 153435300.

## Население
В 1999 году население села составляло 560 человек (278 мужчин и 282 женщины). По данным переписи 2009 года, в селе проживал 471 человек (245 мужчин и 226 женщин).